# 永江恭平
永江 恭平（ながえ きょうへい、1993年5月7日 - ）は、佐賀県鳥栖市出身の元プロ野球選手（内野手）。右投左打。

## 経歴

### プロ入り前
小学校1年生の時に野球を始め、中学生時代は「小郡リトルシニア」でプレーした（その時の監督は広島東洋カープなどに在籍、特に西武ライオンズの1980年代の黄金期に左のワンポイントリリーフとして名を馳せた永射保）。
海星高等学校では1年生の時に遊撃手のレギュラーになった。主将として迎えた3年生時の夏の長崎大会では投手としても3試合に登板した。第93回全国高等学校野球選手権大会では初戦で東洋大姫路高校と対戦。3番・遊撃手として先発出場し、エースの原樹理相手に4打数1安打だった。先発投手が負傷したため4回の途中に急遽救援登板し、4回2/3を投げ3点本塁打を打たれるなど4失点だった。高校通算では27本塁打を放った。
2011年10月27日に行われたプロ野球ドラフト会議で埼玉西武ライオンズから4位指名を受け、契約金4000万円、年俸600万円（金額は推定）で仮契約を結んだ。背番号は59。

### 西武時代
2012年3月6日に行われた東北楽天ゴールデンイーグルスとの練習試合では先発出場し、3安打1盗塁を記録した。7月14日に初めて出場選手登録され、7月15日の対オリックス・バファローズ戦の9回に代打でプロ初出場し、初打席は三振だった。7月25日の対千葉ロッテマリーンズ戦では9番・二塁手で初先発出場し、10月3日の対楽天戦では5回の第2打席で初安打を放った。
2013年3月29日の北海道日本ハムファイターズとの開幕戦では、9番・遊撃手で先発出場した。西武において、開幕戦で十代の遊撃手が先発出場したのは1954年の豊田泰光以来だった。6月12日の対中日ドラゴンズ戦の8回に適時打を放ち、プロ初打点を挙げ、7月6日の対ロッテ戦の5回には初本塁打を放ち、9月15日の同カードでは7回に初盗塁を記録した。
2014年は開幕を二軍で迎え、4月18日に出場選手登録されると、同日の対オリックス戦でシーズン初出場。最終的に出場試合数は前年を下回ったものの打席数が増え、打率と出塁率もわずかに向上した。二軍では、7月17日に行われたフレッシュオールスターゲームにおいて1番・二塁手で先発出場したが、4打数無安打だった。
2015年の春季キャンプでは田辺徳雄監督の指導のもと、プロ入り時から左打ちであるが右打ちの練習を行った。この年も開幕を二軍で迎え、6月10日に一軍登録された。昇格後は主に遊撃手として起用され、54試合に出場。守備固めの起用が多く、1年目より少ない30打席にとどまった。
2016年も二軍で開幕を迎えた。5月12日に一軍登録され、昇格後は遊撃手として起用された。6月下旬に鬼崎裕司から遊撃のポジションを奪取したものの、打率は1割台へ下降。8月から再び鬼崎にポジションを奪われ、その後は守備固めの起用となった。この年は74試合で打率.162だった。オフに背番号を浅村栄斗が付けていた32に変更した。
2017年は4年ぶりに開幕一軍登録を果たすが、遊撃手は源田壮亮が務めていたため、三塁の守備固めでの起用が主となった。5月30日に一軍登録を抹消されるが8月15日に一軍登録され、8月16日には9番･三塁手で先発出場した。
2018年は4試合の出場に留まった。
2019年4月14日、源田が左手死球の影響で欠場したことで自身3年ぶりの遊撃守備となる「9番・遊撃手」でスタメン出場した。
2020年は一軍出場はなかった。みやざきフェニックス・リーグ参加メンバーだったものの、途中離脱させられ、11月13日に球団より2021年シーズンの契約を結ばないことが発表された。
その後、動画サイトを通じて現役を引退していたことが発表された。

### 引退後
引退後の2023年4月に一般社団法人ボーダーレス・ベースボール協会を設立し、代表理事を務めている。

## 選手としての特徴・人物
プロ入り時で50メートル走のタイムは6秒0で遠投は118メートル。安定感のある守備が売り。また、高校生時に投手としては最速149km/hを記録している。
プロ1年目に、渡辺久信監督から松井稼頭央2世と評された。
母は佐賀県鳥栖市議会議員の永江ゆき。2021年11月の選挙で初当選した。

## 詳細情報

### 年度別打撃成績
| 年 度     | 球 団     | 試 合 | 打 席 | 打 数 | 得 点 | 安 打 | 二 塁 打 | 三 塁 打 | 本 塁 打 | 塁 打 | 打 点 | 盗 塁 | 盗 塁 死 | 犠 打 | 犠 飛 | 四 球 | 敬 遠 | 死 球 | 三 振 | 併 殺 打 | 打 率 | 出 塁 率 | 長 打 率 | O P S |
| --------- | --------- | ----- | ----- | ----- | ----- | ----- | -------- | -------- | -------- | ----- | ----- | ----- | -------- | ----- | ----- | ----- | ----- | ----- | ----- | -------- | ----- | -------- | -------- | ----- |
| 2012      | 西武      | 27    | 34    | 27    | 0     | 1     | 0        | 0        | 0        | 1     | 0     | 0     | 0        | 7     | 0     | 0     | 0     | 0     | 11    | 0        | .037  | .037     | .037     | .074  |
| 2013      | 西武      | 99    | 92    | 78    | 8     | 11    | 1        | 2        | 1        | 19    | 3     | 1     | 0        | 8     | 0     | 6     | 0     | 0     | 34    | 0        | .141  | .202     | .244     | .446  |
| 2014      | 西武      | 65    | 100   | 88    | 6     | 16    | 7        | 0        | 0        | 23    | 3     | 0     | 1        | 7     | 0     | 5     | 0     | 0     | 31    | 2        | .182  | .226     | .261     | .487  |
| 2015      | 西武      | 54    | 30    | 22    | 6     | 4     | 0        | 1        | 0        | 6     | 4     | 0     | 0        | 5     | 0     | 1     | 0     | 2     | 13    | 0        | .182  | .280     | .273     | .553  |
| 2016      | 西武      | 74    | 84    | 74    | 5     | 12    | 1        | 0        | 0        | 13    | 3     | 1     | 2        | 4     | 1     | 5     | 0     | 0     | 24    | 1        | .162  | .213     | .176     | .388  |
| 2017      | 西武      | 25    | 19    | 17    | 3     | 4     | 1        | 0        | 1        | 8     | 4     | 0     | 0        | 2     | 0     | 0     | 0     | 0     | 5     | 0        | .235  | .235     | .471     | .706  |
| 2018      | 西武      | 4     | 0     | 0     | 1     | 0     | 0        | 0        | 0        | 0     | 0     | 0     | 0        | 0     | 0     | 0     | 0     | 0     | 0     | 0        | ----  | ----     | ----     | ----  |
| 2019      | 西武      | 27    | 26    | 21    | 4     | 2     | 1        | 0        | 0        | 3     | 1     | 1     | 1        | 1     | 0     | 4     | 0     | 0     | 12    | 0        | .095  | .240     | .143     | .363  |
| 通算：8年 | 通算：8年 | 375   | 385   | 327   | 33    | 50    | 11       | 3        | 2        | 73    | 18    | 3     | 4        | 34    | 1     | 21    | 0     | 2     | 130   | 3        | .153  | .208     | .223     | .431  |

### 年度別守備成績
| 年 度 | 球 団 | 二塁  | 二塁  | 二塁  | 二塁  | 二塁  | 二塁     | 三塁  | 三塁  | 三塁  | 三塁  | 三塁  | 三塁     | 遊撃  | 遊撃  | 遊撃  | 遊撃  | 遊撃  | 遊撃     |
| 年 度 | 球 団 | 試 合 | 刺 殺 | 補 殺 | 失 策 | 併 殺 | 守 備 率 | 試 合 | 刺 殺 | 補 殺 | 失 策 | 併 殺 | 守 備 率 | 試 合 | 刺 殺 | 補 殺 | 失 策 | 併 殺 | 守 備 率 |
| ----- | ----- | ----- | ----- | ----- | ----- | ----- | -------- | ----- | ----- | ----- | ----- | ----- | -------- | ----- | ----- | ----- | ----- | ----- | -------- |
| 2012  | 西武  | 10    | 8     | 20    | 1     | 3     | .966     | 10    | 3     | 3     | 1     | 0     | .857     | 8     | 7     | 14    | 1     | 6     | .955     |
| 2013  | 西武  | 4     | 0     | 13    | 0     | 1     | 1.000    | -     | -     | -     | -     | -     | -        | 91    | 49    | 96    | 4     | 17    | .973     |
| 2014  | 西武  | 1     | 1     | 1     | 0     | 1     | 1.000    | 1     | 0     | 1     | 0     | 1     | 1.000    | 61    | 50    | 95    | 3     | 29    | .980     |
| 2015  | 西武  | 1     | 0     | 1     | 0     | 0     | 1.000    | -     | -     | -     | -     | -     | -        | 51    | 21    | 45    | 2     | 9     | .971     |
| 2016  | 西武  | -     | -     | -     | -     | -     | -        | 19    | 5     | 11    | 0     | 1     | 1.000    | 54    | 36    | 89    | 0     | 19    | 1.000    |
| 2017  | 西武  | 1     | 0     | 0     | 0     | 0     | ----     | 22    | 4     | 10    | 0     | 1     | 1.000    | -     | -     | -     | -     | -     | -        |
| 2018  | 西武  | -     | -     | -     | -     | -     | -        | 4     | 0     | 0     | 0     | 0     | ----     | -     | -     | -     | -     | -     | -        |
| 2019  | 西武  | 1     | 0     | 0     | 0     | 0     | ----     | 13    | 1     | 5     | 0     | 0     | 1.000    | 12    | 14    | 19    | 2     | 3     | .943     |
| 通算  | 通算  | 18    | 9     | 35    | 1     | 5     | .977     | 69    | 13    | 30    | 1     | 3     | .977     | 277   | 177   | 358   | 12    | 83    | .978     |

### 記録
初記録
- 初出場、初打席：2012年7月15日、対オリックス・バファローズ10回戦（ほっともっとフィールド神戸）、9回表にエステバン・ヘルマンの代打で出場、海田智行から空振り三振
- 初先発出場：2012年7月25日、対千葉ロッテマリーンズ11回戦（西武ドーム）、9番・二塁手で先発出場
- 初安打：2012年10月3日、対東北楽天ゴールデンイーグルス23回戦（日本製紙クリネックススタジアム宮城）、5回表に釜田佳直から二塁内野安打
- 初打点：2013年6月12日、対中日ドラゴンズ3回戦（西武ドーム）、8回裏に武藤祐太から中前適時安打
- 初本塁打：2013年7月6日、対千葉ロッテマリーンズ10回戦（西武ドーム）、5回裏に西野勇士から右越ソロ
- 初盗塁：2013年9月15日、対千葉ロッテマリーンズ21回戦（西武ドーム）、7回裏に二盗（投手：カルロス・ロサ、捕手：里崎智也）

### 背番号
- 59（2012年 - 2016年）
- 32（2017年 - 2020年）

### 登場曲
- 「アンサイズニア」ONE OK ROCK（2012年）
- 「Brave」ナオト・インティライミ（2012年 - 2013年）
- 「Hall Of Fame」ザ・スクリプト（2014年）
- 「Dream」平井大（2015年 - ）
- 「頑張れよ」きいやま商店（2015年 - ）